# The Lost Berlin Tapes
The Lost Berlin Tapes ist ein Jazzalbum von Ella Fitzgerald. Die am 25. März 1962 im Berliner Sportpalast entstandenen Aufnahmen erschienen am 2. Oktober 2020 auf Verve Records.

## Hintergrund
Der 1960 erschienene Konzertmitschnitt „Mack the Knife – Ella in Berlin“, mitgeschnitten in der Berliner Deutschlandhalle, gewann mehrere Grammys und gilt laut WDR als „ein Meilenstein in ihrer umfangreichen Diskographie“. „The Lost Berlin Tapes“, gefunden im Archiv des Musikproduzenten Norman Granz, dokumentiert einen weiteren Berlin-Auftritt der Sängerin; er enthält das komplette Konzert vom 25. März 1962 mit siebzehn Songs. Zwei Jahre nach ihrem Konzert in Berlin war sie wieder zu Gast in der Stadt, diesmal im Sportpalast, begleitet ein weiteres Mal von Pianist Paul Smith und seinem Trio, mit Wilfred Middlebrooks (Bass) und Stan Levey (Schlagzeug). Ella Fitzgerald sang populäre Nummern wie „Cheek to Cheek“, „Cry Me a River“, „Someone to Watch Over Me“, „Die Moritat von Mackie Messer“  (Mack the Knife) und „Summertime“. Bis auf zwei Titel sang sie ein anderes Programm als zwei Jahre zuvor.
Granz ließ immer wichtige Liveauftritte von Fitzgerald in hoher Qualität aufnehmen. Einige Mitschnitte erschienen später auf LP, andere aber verschwanden für immer in seinem Archiv. Der Hauptgrund dafür, dass die Bänder so lange unveröffentlicht geblieben waren, war, dass Fitzgeralds Manager und Verve-Labelgründer Norman Granz das Label zum Zeitpunkt ihrer Aufnahme an MGM verkauft hatte und sich verpflichtet hatte, die nächsten 10 Jahre keine Platten zu veröffentlichen. Anschließend lagerten die Bänder über 50 Jahre in Granz’ Privatarchiv. „Aber Ella war immer noch bei Verve unter Vertrag. Also hätte er es nicht selbst veröffentlichen können,“ schrieb der Produzent Ken Druker in den Liner Notes. „Vermutlich wusste er, dass er [aus] vertraglich[en Gründen] nichts damit anfangen konnte.“ Der für verschollen gehaltene Mitschnitt des Fitzgerald-Konzertes von 1962 aus dem Berliner Sportpalast fand sich im Nachlass von Granz und wurde nun veröffentlicht.

## Titelliste

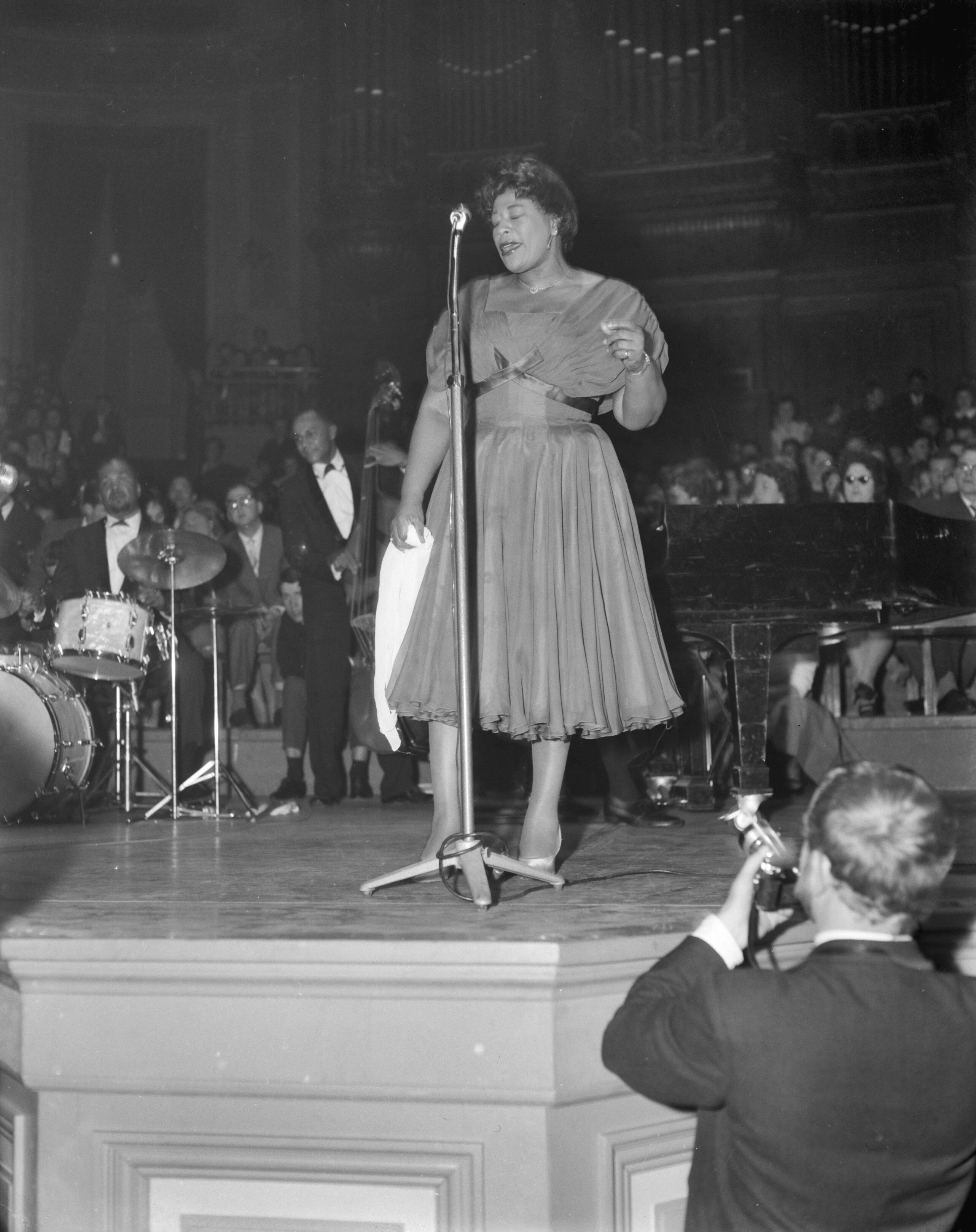
Ella Fitzgerald bei einer Jazz at the Philharmonic Tour im Concertgebouw, April 1959. Im Hintergrund Wilfred Middlebrooks (Bass) und Gus Johnson (Schlagzeug).

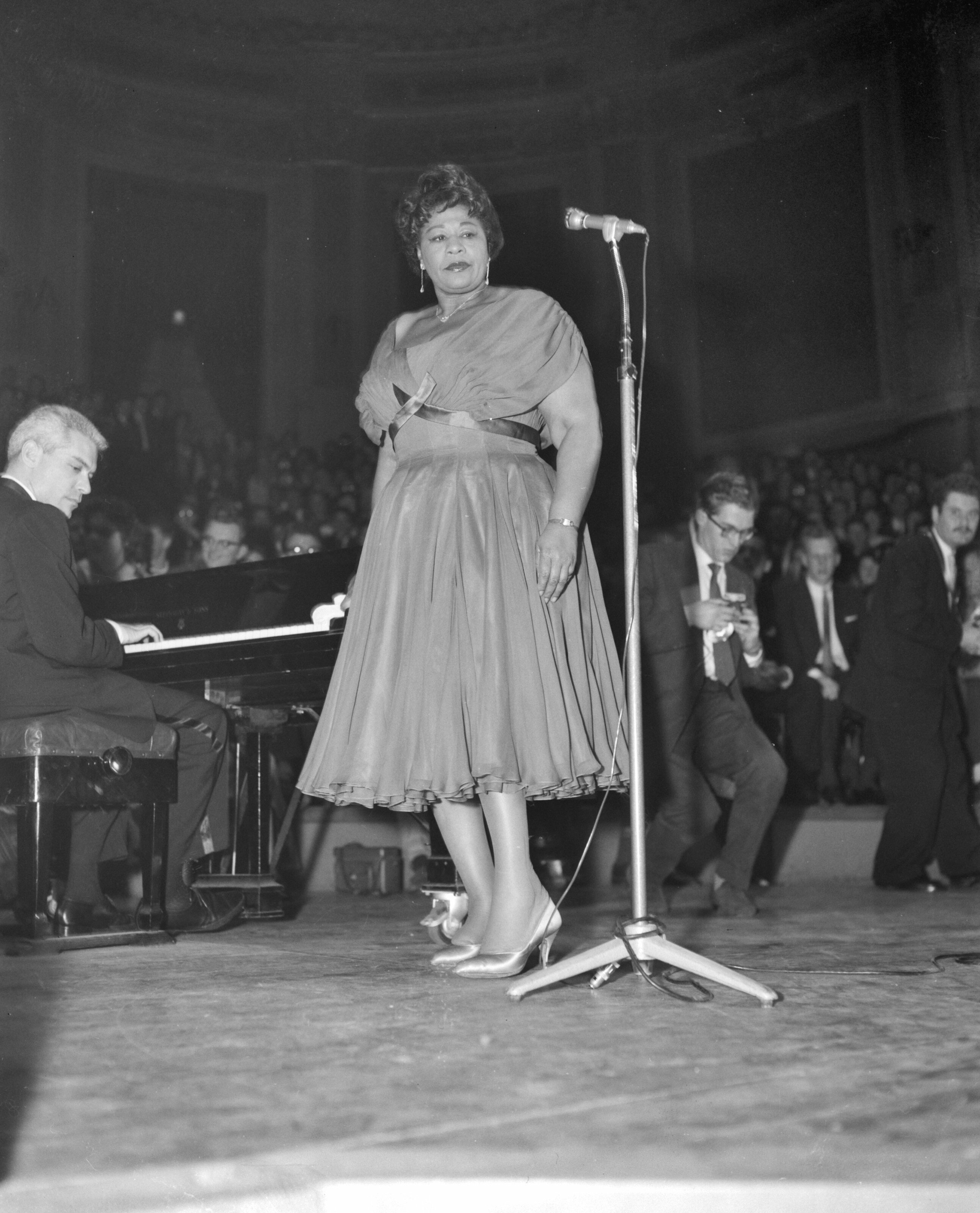
Ella Fitzgerald bei einer Jazz at the Philharmonic Tour im Concertgebouw April 1959 (Links im Bild Pianist Lou Levy).

- Ella Fitzgerald – The Lost Berlin Tapes (Verve Records B0032590-02, UMe B0032590-02)[5]

1. Cheek to Cheek  3:47
2. My Kind of Boy  3:06
3. Cry Me a River  4:37
4. I Won't Dance  3:00
5. Someone to Watch Over Me  3:58
6. Jersey Bounce  3:45
7. Angel Eyes  3:51
8. Clap Hands, Here Comes Charlie!  3:43
9. Taking a Chance on Love  2:25
10. C'est Magnifique  3:50
11. Good Morning Heartache  4:58
12. Hallelujah, I Love Him So  2:57
13. Hallelujah, I Love Him So (Reprise)  3:06
14. Summertime  2:59
15. Mr. Paganini  4:30
16. Mack the Knife  4:50
17. Wee Baby Blues  5:38

## Rezeption
Das Album erlebte durchweg positive Resonanz; WDR 3 machte es zum „Album der Woche.“ In der Begründung schrieb Sebastian von Haugwitz, Fitzgerald demonstriere die ganze Bandbreite ihres Könnens: „Sie swingt, scattet, singt einfühlsam Balladen und improvisiert am Ende des Auftritts eine langsame Bluesnummer.“ Fred Kaplan zählte das Album in Slate zu den besten Archivveröffentlichungen des Jahres und meinte, dieser Konzertmitschnitt fange die Königin des Lieds auf dem Höhepunkt ihrer Kräfte ein und entfalte Balladen wie „Angel Eyes“ mit zitternder Reinheit und – obwohl sie nie als Blues-Sängerin bekannt war – Nummern wie "Good Morning Heartache" und "Cry Me a River" mit Leidenschaft. Ihr Pianist Paul Smith spiele Compings mit ungewöhnlich scharfen Wendungen.

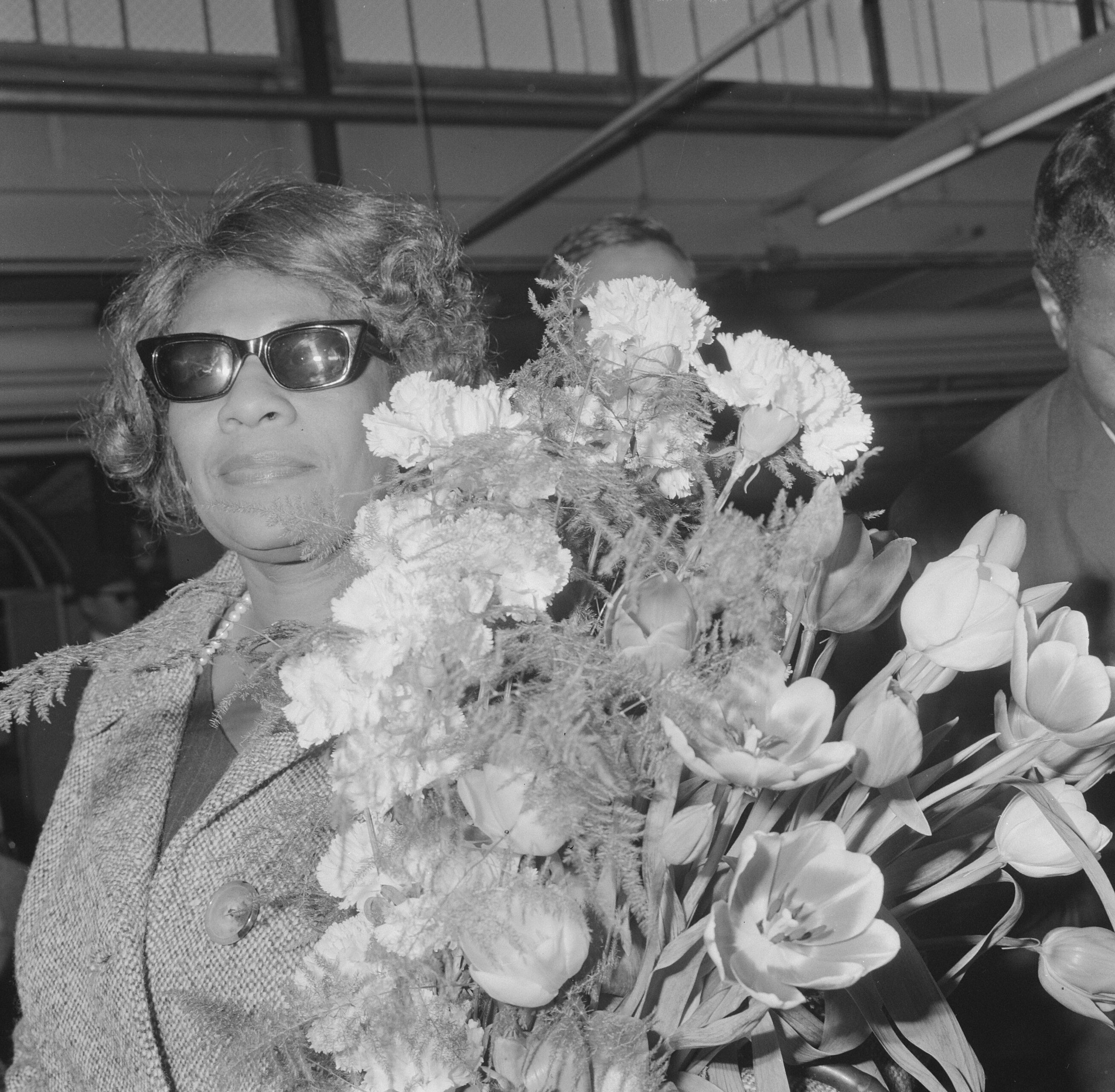
Ella Fitzgerald auf dem Flughafen Schiphol 1965

Iwan Hewett (The Telegraph) meinte, auf diesem Live-Album, das nur wenige Monate nach dem Bau der Berliner Mauer aufgenommen wurde, singe der große Jazzstar, als hinge ihr Leben davon ab. Nicht jede „verlorene“ Jazz-Aufnahme, die aus einem Archiv einer Plattenfirma gerettet und auf CD veröffentlicht wurde, sei ein Meisterwerk. Aber diese hier sei es sicherlich.
Will Friedwald rezensierte das Album in The Wall Street Journal und lobte: „Dreißig Sekunden beim Anspielen von „Cheek to Cheek“, dem Anfangstrack der neu veröffentlichten „The Lost Berlin Tapes“, machen deutlich, dass wir auf ihrem Höhepunkt die größte aller Künstlerinnen hören, die amerikanische Musik jemals angeboten hat. Und doch war das, was wir bei dieser bisher unerhörten Konzertaufnahme vom 25. März 1962 erleben, für Ella Fitzgerald wie gewohnt – sie trat jede Nacht ihres langen Berufslebens auf diesem Niveau oder fast so auf. Um uns wirklich zu überraschen, hätte sie eine Aufführung geben müssen, bei der sie nicht swingt, keine Aufregung erzeugt und ohne Gefühl singt. Offensichtlich ist dies nie.“
Matt Collar verlieh dem Album in Allmusic vier Sterne und schrieb, auf The Lost Berlin Tapes greife Fitzgerald erneut „Mack the Knife“, den Standard aus der Dreigroschenoper, auf und tauche mit ihren charakteristischen Fähigkeiten als Vokalistin in das Lied ein. Dieses „Mack the Knife“ wird in einem zügig swingenden Tempo dargeboten und von einer humorvollen Seite der früheren Versionen von Bobby Darin und Louis Armstrong unterbrochen. Dies sei ziemlich definitiv und übertreffe sowohl die Version auf Ella in Berlin als auch die Ella Returns to Berlin-Versionen in ihrer puren Virtuosität. Ebenso spannende Darbietungen folgten, notierte Collar, darunter mitreißende Versionen von „My Kind of Boy“, „Someone to Watch Over Me“, „Taking a Chance on Love“, „Mr. Paganini“ und mehr. Während der Fokus jedes Fitzgerald-Konzerts auf ihrer Stimme liege, biete ihr Trio durchweg enthusiastische und differenzierte Unterstützung, wobei Paul Smith Riffs eines kleinen Jazzensembles anbietet, um ihren Gesang zu gestalten. Mit der Entdeckung von Ella: The Lost Berlin Tapes hätten die Fans nun ein Triumvirat herausragender deutscher Live-Konzerte von Fitzgerald, die jeweils zeigen, wie unglaublich schillernd und schlagfertig sie sein kann.
Nach Ansicht von Nate Chinen (WBGO) sei das Konzert The Lost Berlin Tapes musikalisch gesehen kaum als eine weitere Nacht auf ihrer Tour zu bezeichnen. Fitzgerald sei ein Kracher, und ihre gute Laune manifestiere sich in allem, von ihrer Phrasierung und lyrischen Interpretation bis zum Bogen ihrer typischen Scat-Manöver. Die Set-Liste – beginnend mit einem hell swingenden „Cheek to Cheek“ – präsentiere eine Mischung aus bekannten Nummern und Raritäten – zu letzteren gehören „My Kind of Boy“ und „Hallelujah, I Love Him So“ (eine geschlechtsspezifische Version des Ray-Charles-Hits), das so erhebend ist, dass sie sie am Konzertende als Zugabe erneut darbiete.